# Dipartimento di Mayo-Sava
Il dipartimento di Mayo-Sava è un dipartimento del Camerun nella Regione dell'Estremo Nord.

## Comuni
Il dipartimento è suddiviso in 3 comuni:
- Kolofata
- Mora
- Tokombéré